# Función zeta de Lerch
En matemáticas, la función zeta de Lerch, a veces llamada función zeta de Hurwitz-Lerch, es una función especial que generaliza la función zeta de Hurwitz y el polilogaritmo. Ha sido designada en honor a Mathias Lerch.

## Definición
La función zeta de Lerch está expresada mediante
{\displaystyle L(\lambda ,\alpha ,s)=\sum _{n=0}^{\infty }{\frac {\exp(2\pi i\lambda n)}{(n+\alpha )^{s}}}.}
La función trascendente de Lerch, que se encuentra relacionada con la zeta de Lerch es la definida de la siguiente forma:
{\displaystyle \Phi (z,s,\alpha )=\sum _{n=0}^{\infty }{\frac {z^{n}}{(n+\alpha )^{s}}}.}
Las dos se encuentran relacionadas mediante la expresión
{\displaystyle \,\Phi (\exp(2\pi i\lambda ),s,\alpha )=L(\lambda ,\alpha ,s).}

## Representaciones integrales
Una representación integral está dada por la expresión
{\displaystyle \Phi (z,s,a)={\frac {1}{\Gamma (s)}}\int _{0}^{\infty }{\frac {t^{s-1}e^{-at}}{1-ze^{-t}}}\,dt}
para
{\displaystyle \Re (a)>0\wedge \Re (s)>0\wedge z<1\vee \Re (a)>0\wedge \Re (s)>1\wedge z=1.}
Una representación tipo integral de contorno es
{\displaystyle \Phi (z,s,a)=-{\frac {\Gamma (1-s)}{2\pi i}}\int _{0}^{(+\infty )}{\frac {(-t)^{s-1}e^{-at}}{1-ze^{-t}}}\,dt}
para 
{\displaystyle \Re (a)>0\wedge \Re (s)<0\wedge z<1}
donde el contorno no debe abarcar ningún punto tal que {\displaystyle t=\log(z)+2k\pi i,k\in Z.}
Una representación integral tipo Hermite es
{\displaystyle \Phi (z,s,a)={\frac {1}{2a^{s}}}+\int _{0}^{\infty }{\frac {z^{t}}{(a+t)^{s}}}\,dt+{\frac {2}{a^{s-1}}}\int _{0}^{\infty }{\frac {\sin(s\arctan(t)-ta\log(z))}{(1+t^{2})^{s/2}(e^{2\pi at}-1)}}\,dt}
para 
{\displaystyle \Re (a)>0\wedge |z|<1}
y
{\displaystyle \Phi (z,s,a)={\frac {1}{2a^{s}}}+{\frac {\log ^{s-1}(1/z)}{z^{a}}}\Gamma (1-s,a\log(1/z))+{\frac {2}{a^{s-1}}}\int _{0}^{\infty }{\frac {\sin(s\arctan(t)-ta\log(z))}{(1+t^{2})^{s/2}(e^{2\pi at}-1)}}\,dt}
para 
{\displaystyle \Re (a)>0.}